# Hôtel de Ville (Aubervilliers)

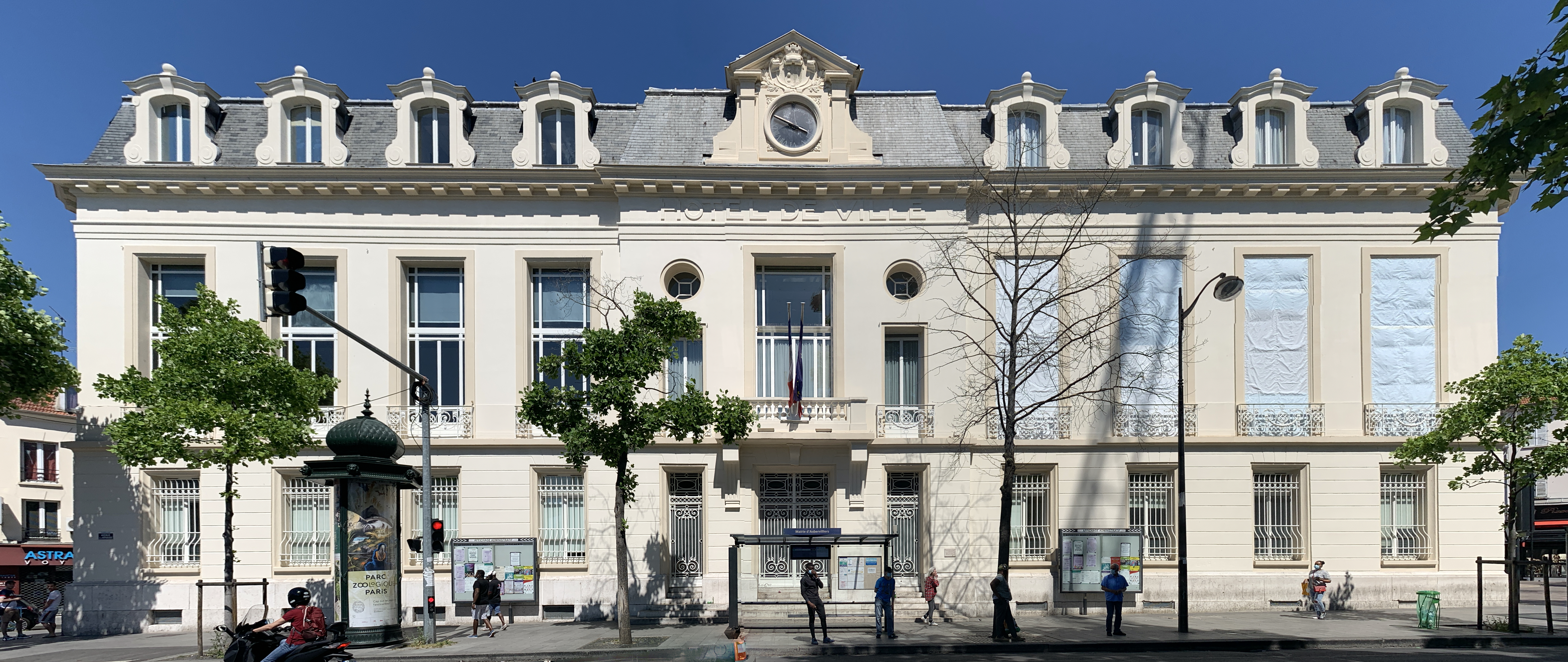
Hôtel de Ville in Aubervilliers

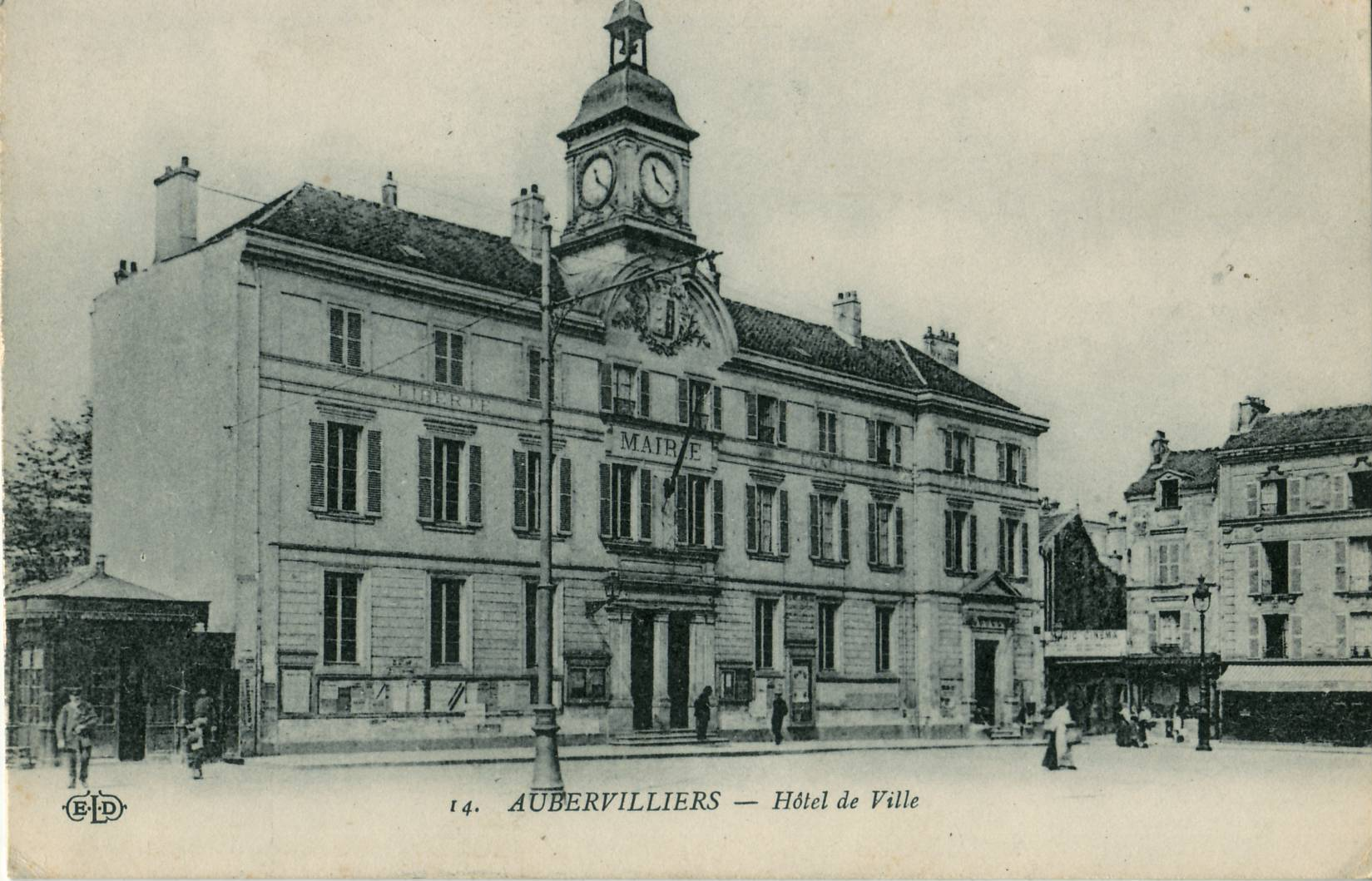
Postkarte, um 1915

Das Hôtel de Ville (deutsch Rathaus) in Aubervilliers, einer französischen Stadt im Département Seine-Saint-Denis in der Region Île-de-France, wurde Mitte des 19. Jahrhunderts errichtet und 1926 erweitert. Das alte Rathausgebäude diente lange Zeit auch als Schulgebäude.
Da die Stadt einen ständigen Bevölkerungszuwachs hatte, war der Neubau für die größere Verwaltung notwendig geworden. Das repräsentative Gebäude mit zehn Fensterachsen besaß einen hohen Dachreiter mit Uhr, der von einer Laterne mit Glocke bekrönt war.